# Заєць Марія Василівна
Марія Василівна Заєць (нар. 31 жовтня 1912, село Мшана Кросненського повіту Австро-Угорщина, тепер Підкарпатського воєводства Республіка Польща — 13 січня 2008, село Ралівка Самбірського району Львівської області) — українська радянська діячка, ланкова колгоспу імені Сталіна (потім — імені Леніна) села Ралівки Самбірського району Дрогобицької (Львівської) області. Депутат Верховної Ради УРСР 5-го скликання. Герой Соціалістичної Праці (26.02.1958).

## Біографія
Народилася в родині селянина-бідняка. Закінчила три класи початкової школи. Працювала в сільському господарстві.
У 1946 році переселена із території Польщі до села Ралівки Самбірського району Дрогобицької області, працювала в колгоспі. З 1949 року — ланкова колгоспу імені Сталіна (потім — імені Леніна) села Ралівки Самбірського району Дрогобицької (Львівської) області.
Член ВКП(б) з 1950 року.
26 лютого 1958 року отримала звання Героя Соціалістичної Праці з врученням ордена Леніна і золотої медалі «Серп і молот» за одержання високих врожаїв цукрових буряків. У 1957 році одержала врожай цукрових буряків 769 центнерів з кожного гектара.
1 березня 1959 року була обрана депутатом Верховної Ради УРСР 5-го скликання від Самбірського виборчого округу № 76 Дрогобицької області.
Обиралася членом Самбірського міського та Дрогобицького обласного комітетів КПУ. У 1959 році обиралася делегатом на ХХІ з'їзд КПРС.
Потім — на пенсії в селі Ралівці Самбірського району Львівської області.

## Нагороди
- Герой Соціалістичної Праці (26.02.1958)
- три ордени Леніна (27.02.1948; 27.07.1954; 26.02.1958)
- золота та срібна медалі Всесоюзної сільськогосподарської виставки